# Dixa platystyloides
Dixa platystyloides är en tvåvingeart som beskrevs av Stackelberg 1948. Dixa platystyloides ingår i släktet Dixa och familjen u-myggor. Inga underarter finns listade i Catalogue of Life.